# Barbanegra (1920)
Barbanegra é um filme mudo português de ficção policial, com intertítulos, realizado por Georges Pallu em 1920, em colaboração com o Diário de Notícias, que publicou um folhetim sobre a novela levada à tela, da autoria de Sérgio de Miranda (pseudónimo), entre 4 e 21 de outubro de 1920.
Filmado entre Lisboa e Cascais, o filme estreou a 21 de outubro de 1920 nos cinemas Olympia e Chiado-Terrasse, ambos em Lisboa, com acompanhamento musical ao vivo por Filipe Raposo.

## Sinopse
"Barbanegra" é uma inesperada incursão de Pallu pelo universo dos seriados franceses e das misteriosas personagens disfarçadas. Entre Cascais e Lisboa, Barbanegra (Teodoro dos Santos), um perigoso delinquente, actua sob a identidade do insinuante Marquês de Serpa. Assim, logra assediar a romântica D. Rita (Maria de Campos), que escapa às suas manipulações.

## Elenco
- Teodoro dos Santos - O Barbanegra/o Marquês de Serpa
- Maria de Campos - D. Rita
- Maria de Oliveira - Clara
- Duarte Silva - Sanches, o taberneiro
- Guido Fozzio - Domador de leões
- Josué Lopes
- Adolfo Quaresma
- Isilda Campos
- Pinto de Mesquita
- Adriano Guimarães
- Manuel dos Santos Oliveira
- Duarte Silva